# Luso (Monarquia Lusitana)
Luso é uma figura lendária, que sucedeu a seu pai Sic Celeo no reinado ibérico, fazendo parte da lista de reis mencionados por vários autores portugueses e espanhóis, entre os Séc. XVI e XVIII, por exemplo, Florián de Ocampo, Bernardo de Brito, ou ainda o flamengo João Vaseu e o italiano João Ânio de Viterbo.
O nome Luso tem ainda associada outras referências mitológicas, relacionadas com a Lusitânia.

## Monarchia Lusytana (de Bernardo Brito)
Bernardo de Brito refere na Monarchia Lusytana que Luso terá favorecido particularmente as gentes de "entre Douro e Guadiana", de onde surgiu o nome Lusitânia para essa província.
É mencionado na Monarchia Lusytana no Capítulo 15:

Do reyno de Sic Celeo, e Luso em Espanha, e de como esta parte ocidental se começou a chamar Lusytania, com muitas outras particularidades acerca desta matéria